# Parque Warner Madrid
Koordinaten: 40° 13′ 54″ N, 3° 35′ 39″ W
Parque Warner Madrid (vorher bekannt als Warner Bros. Movie World Madrid und Warner Bros. Park) ist ein Themenpark, der sich in San Martín de la Vega befindet und damit etwa 28 km südöstlich vom Stadtzentrum Madrids. Der Park eröffnete 2002 und gliedert sich in fünf thematische Bereiche über Filme und Szenen von Warner Brothers und diverse Zonen der USA wie dem Hollywood Boulevard oder New York. Diese fünf Themenbereiche nennen sich: DC Super Heroes World, Cartoon Village, Old West Territory, Hollywood Boulevard, and Movie World Studios.

## Themenbereiche
Hollywood Boulevard: Die Hauptstraße und gleichzeitiger Parkeingang ist ein luxuriöser Boulevard.
Cartoon Village: Hier leben die Helden der Trickfilmserie Looney Tunes, wie Bugs Bunny, Sylvester und Tweety und Daffy Duck.
Old West Territory: Hommage an den Wilden Westen und den Geist der Westernfilme. Holzachterbahnen, wie Coaster-Express und feuchte Vergnügen bei den Cataratas Salvajes und am Río Bravo sind einige der Angebote in diesem Bereich.
DC Super Heroes World: Hier leben die Superhelden der berühmten DC Comics: Batman, Robin, Superman, Catwoman. Fliegen aus mehr als 50 m Höhe mit Superman: La Atracción de Acero (Superman: Die Stahlattraktion) und freier Fall aus 100 m Höhe bei La Venganza del Enigma (Riddler’s Rache). Zusätzlich dazu findet man die Achterbahn Batman Gotham City Escape seit 2023 in dem Themenbereich vor.
Movie World Studios: Von den Produktionsstudios in Hollywood inspiriert, bilden die Straßen Kulisse und Szenarien bekannter Filme nach. Der Bereich wird zu einer authentischen Filmkulisse, wo der Besucher besonders risikoreiche Szenen live miterleben kann, die von Stuntmans gestellt werden.

## Attraktionen

### Achterbahnen

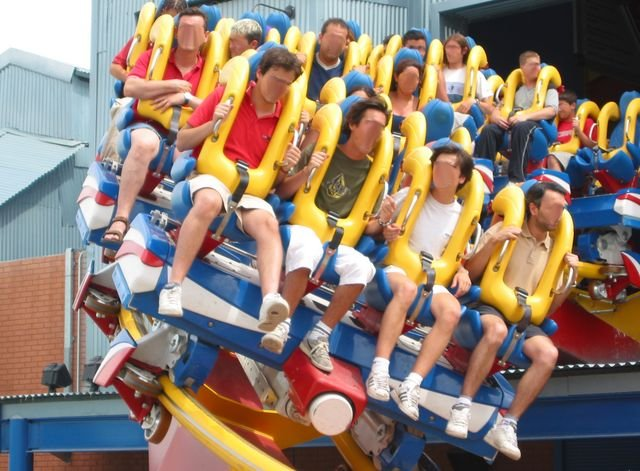
Superman: La Atracción de Acero

| Name der Attraktion             | Typ                               | Hersteller                            | Jahr | Themenbereich         | Foto |
| ------------------------------- | --------------------------------- | ------------------------------------- | ---- | --------------------- | ---- |
| Shadows of Arkham               | Inverted Coaster                  | Bolliger & Mabillard                  | 2002 | DC Super Heroes World |      |
| Coaster-Express                 | Holzachterbahn                    | Roller Coaster Corporation of America | 2002 | Old West Territory    |      |
| Stunt Fall                      | Inverted Coaster, Shuttle Coaster | Vekoma                                | 2002 | Movie World Studios   |      |
| Superman: La Atracción de Acero | Floorless Coaster                 | Bolliger & Mabillard                  | 2002 | DC Super Heroes World |      |
| Tom y Jerry                     | Familienachterbahn                | Zierer Rides                          | 2002 | Cartoon Village       |      |
| Correcaminos Bip, Bip           | Familienachterbahn                | Mack Rides                            | 2009 | Cartoon Village       |      |
| Batman Gotham City Escape       | LSM Launch Coaster                | Intamin                               | 2023 | DC Super Heroes World |      |

### Wasserbahnen

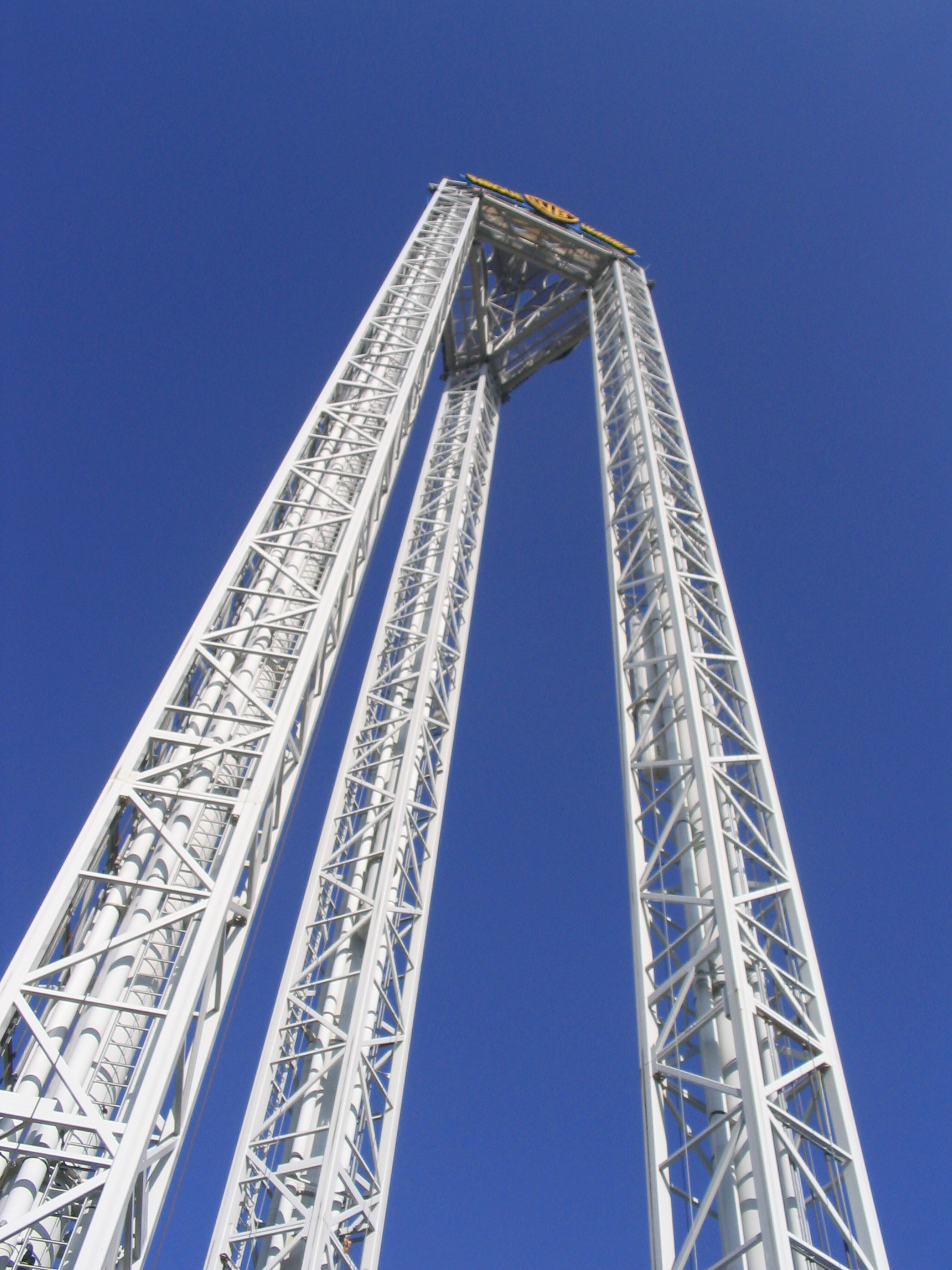
La Venganza del Enigma

| Name der Attraktion | Typ            | Hersteller | Jahr | Themenbereich      |
| ------------------- | -------------- | ---------- | ---- | ------------------ |
| Rápidos ACME        | Rapid River    | Intamin    | 2002 | Cartoon Village    |
| Cataratas Salvajes  | River Splash   | Intamin    | 2002 | Old West Territory |
| Río Bravo           | Wildwasserbahn | Intamin    | 2002 | Old West Territory |

### Szenische Fahrten
| Name der Attraktion       | Typ                    | Hersteller        | Jahr | Themenbereich   |
| ------------------------- | ---------------------- | ----------------- | ---- | --------------- |
| La Aventura de Scooby-Doo | Interaktiver Dark Ride | Sally Corporation | 2005 | Cartoon Village |

### Thrill Rides
| Name der Attraktion    | Typ                | Hersteller | Jahr | Themenbereich         |
| ---------------------- | ------------------ | ---------- | ---- | --------------------- |
| Lex Luthor             | Top Spin           | Huss Rides | 2002 | DC Super Heroes World |
| Los Carros de la Mina  | Breakdance         | Huss Rides | 2002 | Old West Territory    |
| La Venganza del Enigma | Triple Combo Tower | S&S Power  | 2002 | DC Super Heroes World |
| Hotel Embrujado        | Geisterbahn        | Vekoma     | 2002 | Movie World Studios   |